# Cementování
Cementování nebo cementace je v metalurgii označení pro proces povrchového zušlechťování oceli tím, že se v povrchové vrstvě výrobku zvyšuje obsah uhlíku (do 0,25 %) resp. martenzitu, což pak umožňuje povrchové kalení. Nauhličená vrstva bývá  cca 0,8 mm silná, hotový výrobek zůstává uvnitř houževnatý a na povrchu je tvrdý. Cementování už běžně používali staří Římané. Objev je však starší, uvádí se, že technologie byla známa na Kavkaze už v 10. - 9. stol. př. n. l. Oceli k cementování: uhlíkové, slitinové s přísadou Cr, Mn, Ni, atp., nízko a středně legované třídy 14 – 16.

## Technologie
K dodávání uhlíku lze použít:
- cementační prášek, v němž se součástka žíhá při teplotě kolem 930 °C;
- rozpustné uhlíkaté látky, obvykle kyanidy; protože jsou většinou jedovaté, tento způsob se dnes už nepoužívá;
- uhlíkaté plyny, nejčastěji propan, butan nebo acetylen, smíšený s neutrální atmosférou, aby nevybuchl; tato metoda je v současnosti nejvíce používána;
- účinnost plynné cementace se zvýší, pokud se provádí ve vakuové peci při velmi nízkém tlaku uhlíkatých plynů.